# Pipestone (municipalité rurale)
Pour les articles homonymes, voir Pipestone.
Pipestone est une municipalité rurale du Manitoba située au sud-ouest de la province. La réserve indienne premières nations Canupawakpa Dakota se situe sur le territoire de la municipalité rurale. Au recensement de 2016, Pipestone comptait 1.458 habitants pour 1.149,31 km2.

## Villages
Les villages suivant se situent sur le territoire de la municipalité rurale:
- Butler
- Cromer
- Ebor
- Ewart
- Linklater
- Pipestone
- Reston
- Scarth
- Sinclair
- Woodnorth

## Démographie
| 2001  | 2006  | 2011  | 2016  |
| ----- | ----- | ----- | ----- |
| 1 567 | 1 419 | 1 447 | 1 458 |

## Référence
- (en) Cet article est partiellement ou en totalité issu de l’article de Wikipédia en anglais intitulé « Rural Municipality of Pipestone » (voir la liste des auteurs).

1. ↑  Statistique Canada Gouvernement du Canada, « Profil du recensement, Recensement de 2016 - Pipestone, Rural municipality [Subdivision de recensement], Manitoba et Manitoba [Province] », sur www12.statcan.gc.ca, 8 février 2017 (consulté le 6 octobre 2020)
2. ↑  « Statistique Canada - Profils des communautés de 2006 -    Pipestone » (consulté le 6 juin 2020)
3. ↑  « Statistique Canada - Profils des communautés de 2016 -   Pipestone » (consulté le 3 juin 2020)